# 利馬里省

利馬里省是智利的54個省份之一，位於該國中北部，由科金博大區負責管轄，首府設於奧瓦列，面積13,553平方公里，2002年人口156,158，人口密度每平方公里11.5人。